# Чемпионат Европы по шорт-треку 2005
9-й Чемпионат Европы по шорт-треку проходил с 14 по 16 января 2005 года в Турин, Италия.

## Призёры чемпионата

### Медальная таблица
*   Принимающая страна (Нидерланды)
| Место          | Страна         | Золото | Серебро | Бронза | Всего |
| -------------- | -------------- | ------ | ------- | ------ | ----- |
| 1              | Италия         | 3      | 3       | 3      | 9     |
| 2              | Россия         | 3      | 1       | 2      | 6     |
| 3              | Германия       | 2      | 2       | 3      | 7     |
| 4              | Болгария       | 2      | 1       | 1      | 4     |
| 5              | Нидерланды     | 0      | 2       | 0      | 2     |
| 6              | Франция        | 0      | 1       | 0      | 1     |
| 7              | Украина        | 0      | 0       | 1      | 1     |
| 8              | Бельгия        | 0      | 0       | 0      | 0     |
| Всего стран: 8 | Всего стран: 8 | 10     | 10      | 10     | 30    |

Медали за дистанцию 3000 метров не вручаются.

### Мужчины
| Дистанция            | Золото                                                                  | Золото    | Серебро                                                                      | Серебро  | Бронза                                                                              | Бронза    |
| -------------------- | ----------------------------------------------------------------------- | --------- | ---------------------------------------------------------------------------- | -------- | ----------------------------------------------------------------------------------- | --------- |
| 500 метров           | Фабио Карта                                                             | 43.010    | Ариан Нахбар                                                                 | 43.103   | Михаил Ражин                                                                        | 45.186    |
| 1000 метров          | Никола Франческина                                                      | 1:33.751  | Кес Юфферманс                                                                | 1:33.809 | Ариан Нахбар                                                                        | 1:33.892  |
| 1500 метров          | Ариан Нахбар                                                            | 2:22.210  | Фабио Карта                                                                  | 2:22.243 | Никола Франческина                                                                  | 2:22.485  |
| 3000 метров          | Питер Гизель                                                            | 5:06.515  | Себастьян Праус                                                              | 5:06.583 | Фабио Карта                                                                         | 5:15.640  |
| 5000 метров эстафета | Германия · Ариан Нахбар · Себастьян Праус · Томас Бауэр · Андре Хартвиг | 7:07.874  | Нидерланды · Дейв Верстег · Кес Юфферманс · Нилс Керстхолт · Томас Могендорф | 7:13.490 | Украина · Владимир Григорьев · Евгений Яковлев · Владимир Чернеха · Михаил Сергейко | 7:15.877  |
| Общая квалификация   | Фабио Карта                                                             | 76 очков. | Ариан Нахбар                                                                 | 73 очка. | Никола Франческина                                                                  | 55 очков. |

### Женщины
| Дистанция            | Золото                                                                             | Золото    | Серебро                                                                  | Серебро   | Бронза                                                              | Бронза   |
| -------------------- | ---------------------------------------------------------------------------------- | --------- | ------------------------------------------------------------------------ | --------- | ------------------------------------------------------------------- | -------- |
| 500 метров           | Татьяна Бородулина                                                                 | 45.840    | Марта Капурсо                                                            | 45.885    | Евгения Раданова                                                    | 45.946   |
| 1000 метров          | Евгения Раданова                                                                   | 1:39.273  | Татьяна Бородулина                                                       | 1:39.332  | Ивонн Кунце                                                         | 1:39.485 |
| 1500 метров          | Евгения Раданова                                                                   | 2:26.542  | Марта Капурсо                                                            | 2:26.685  | Нина Евтеева                                                        | 2:27.042 |
| 3000 метров          | Татьяна Бородулина                                                                 | 5:56.036  | Стефани Бувье                                                            | 5:56.080  | Нина Евтеева                                                        | 5:56.115 |
| 3000 метров эстафета | Россия · Марина Третьякова · Татьяна Бородулина · Нина Евтеева · Елизавета Ивлиева | 4:26.415  | Франция · Стефани Бувье · Миртиль Голлен · Селин Лекомпер · Чхве Мин Ген | 4:28.293  | Германия · Ивонн Кунце · Кристин Прибст · Айка Кляйн · Тина Грассов | 4:34.510 |
| Общая квалификация   | Татьяна Бородулина                                                                 | 89 очков. | Евгения Раданова                                                         | 89 очков. | Марта Капурсо                                                       | 52 очка. |

## Внешние ссылки
- Детальные результаты
- Обзор результатов